# 乐羊羊
乐羊羊为2010年亚洲运动会的吉祥物，形象是五只运动时尚的羊，分别取名阿祥、阿和、阿如、阿意、乐羊羊，组成“祥和如意乐洋洋”，创意来源于广州羊城“五羊衔谷”的传说。
吉祥物的征集工作从2007年3月开始，于2008年4月28日在广州白云国际会展中心揭晓。

## 相關
- 福娃